# Nonn
Nonn is een gehucht in de Duitse deelstaat Beieren, op het grondgebied van Bad Reichenhall in het Berchtesgadener Land. Het gehucht ligt op de zuidflank van de Hochstaufen.
Oorspronkelijk behoorde Nonn tot de gemeente Karlstein, die op 1 mei 1978 in Bad Reichenhall opging. Nonn bestaat uit een Unterland in het oosten en een Oberland in het westen. Men kan Nonn vanuit het centrum van Bad Reichenhall bereiken door de Saalach over te steken en een steil wandelpad te volgen. Boven Nonn, in de richting van de Zwiesel, ligt de Listsee.
Nonn leeft hoofdzakelijk van landbouw en toerisme. Een plaatselijke traditie is de jaarlijkse optocht van de Perchten in de nacht van 5 januari.

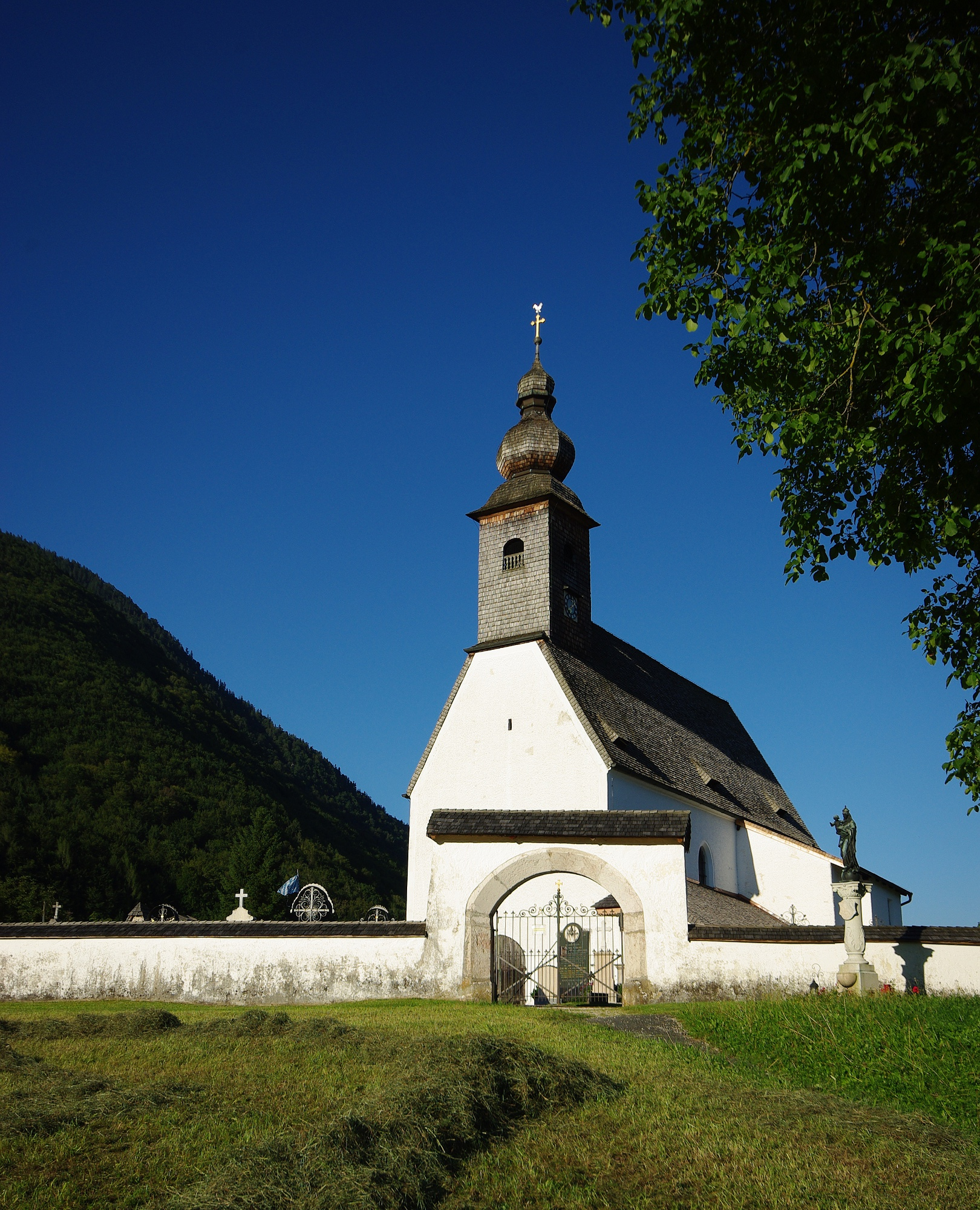
Het Sankt Georg-kerkje van Nonn, 2006